# Tokyo Metropolitan Teien Art Museum
Il Tokyo Metropolitan Teien Art Museum (東京都庭園美術館?, Tōkyō-to Teien Bijutsukan) è un museo d'arte a Tokyo, in Giappone. 
Il museo si trova nel rione Minato, a est della stazione di Meguro. L'edificio art déco, completato nel 1933, contiene interni progettati da Henri Rapin e opere decorative in vetro di René Lalique. 

## Storia
Teien significa giardino giapponese, e il museo è così chiamato perché l'edificio è circondato da un giardino e da sculture. L'edificio era in precedenza, dal 1933 al 1947, la residenza del principe Asaka Yasuhiko e della sua famiglia. Il principe, che studiò all'École spéciale militaire de Saint-Cyr in Francia, e viaggiò negli Stati Uniti nel 1925, era innamorato del movimento Art déco. Al suo ritorno in Giappone, commissionò la costruzione della sua residenza privata in questo stile. Sebbene molti degli interni siano stati progettati secondo i piani presentati da Henri Rapin, l'architetto principale dell'edificio fu Gondo Yukichi dell'Ufficio lavori del Ministero della Famiglia Imperiale. 
Dopo la seconda guerra mondiale l'edificio fu la residenza ufficiale del Primo ministro giapponese (dal 1947 al 1950) e guest house statale (1950-1974). La residenza fu aperta per la prima volta al pubblico come museo nel 1983. È uno dei musei giapponesi che sono supportati da un governo prefettizio. 

## Strutture attuali
Dopo essere stato ampiamente rinnovato nel 2013, il museo venne riaperto a novembre 2014. Il nuovo museo annesso, progettato in collaborazione con Hiroshi Sugimoto comprende spazi espositivi moderni, una caffetteria e un negozio del museo.

## Galleria d'immagini

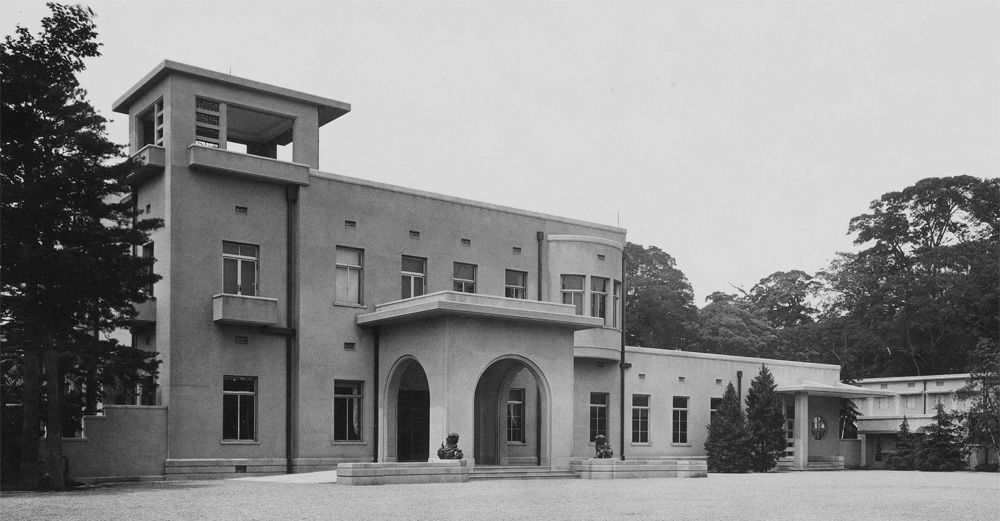
Residenza del principe Asaka
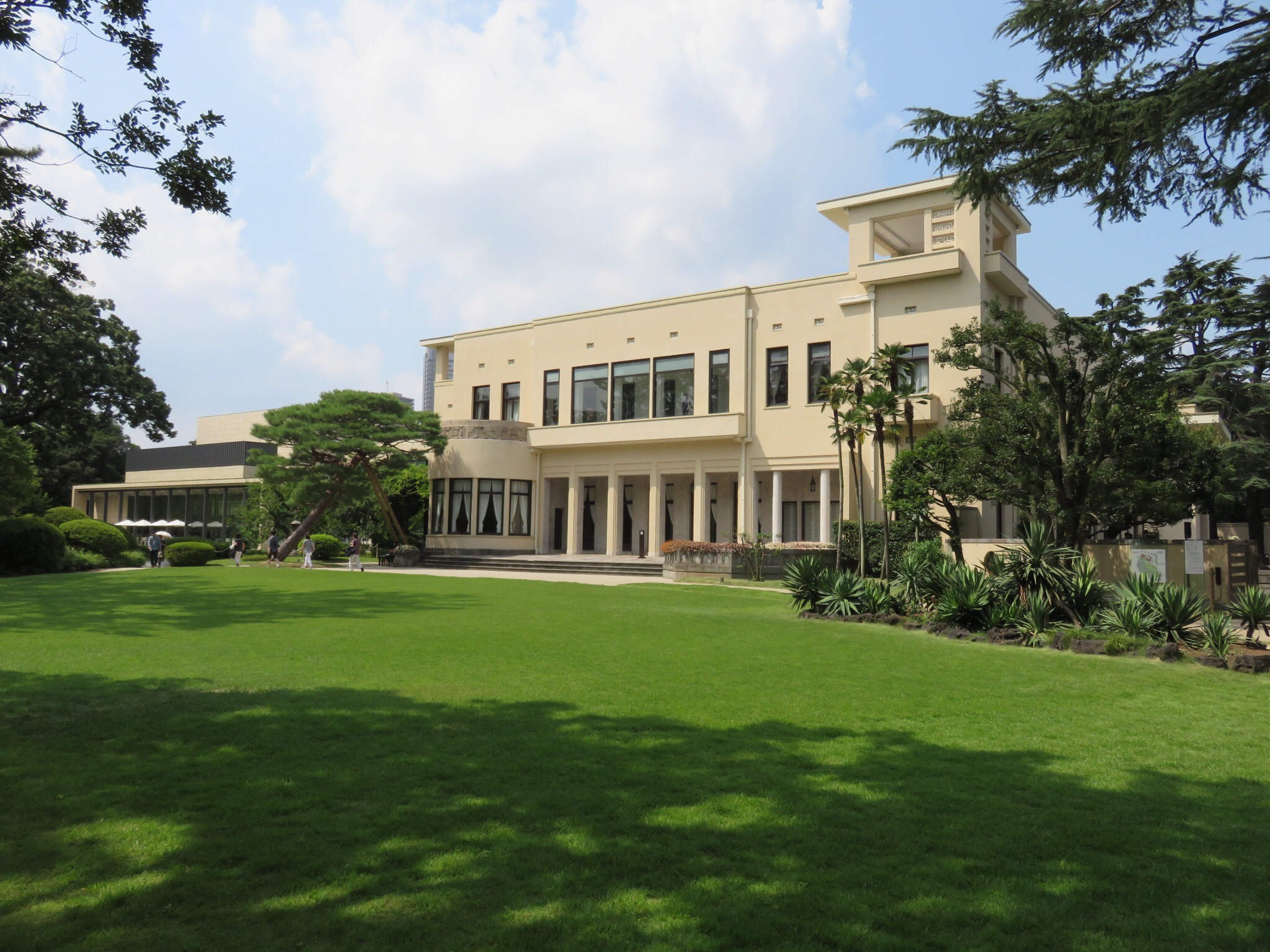
Museo Teien visto dal giardino
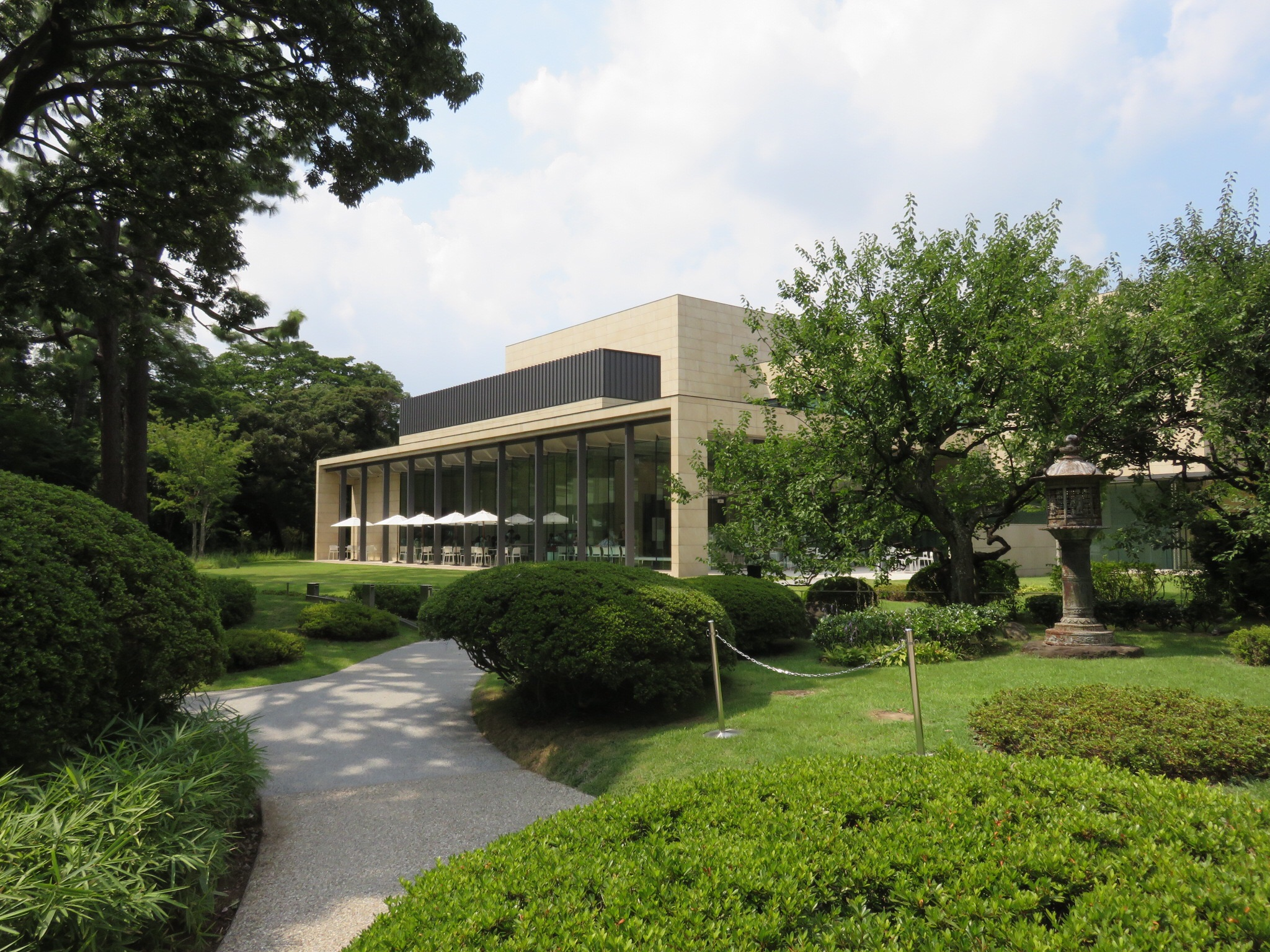
Annessa del Museo Teien (completato 2014)
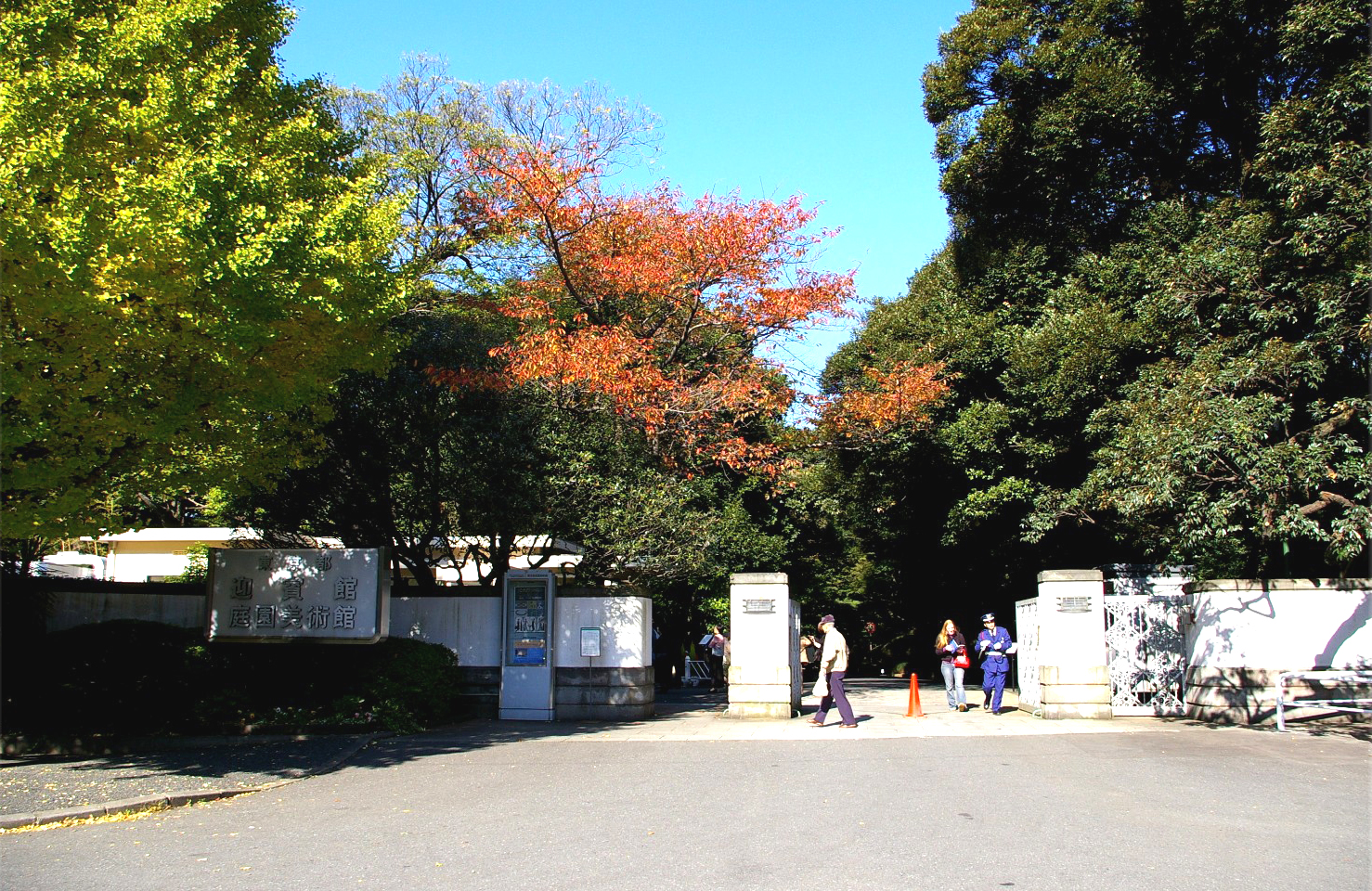
Ingresso al museo
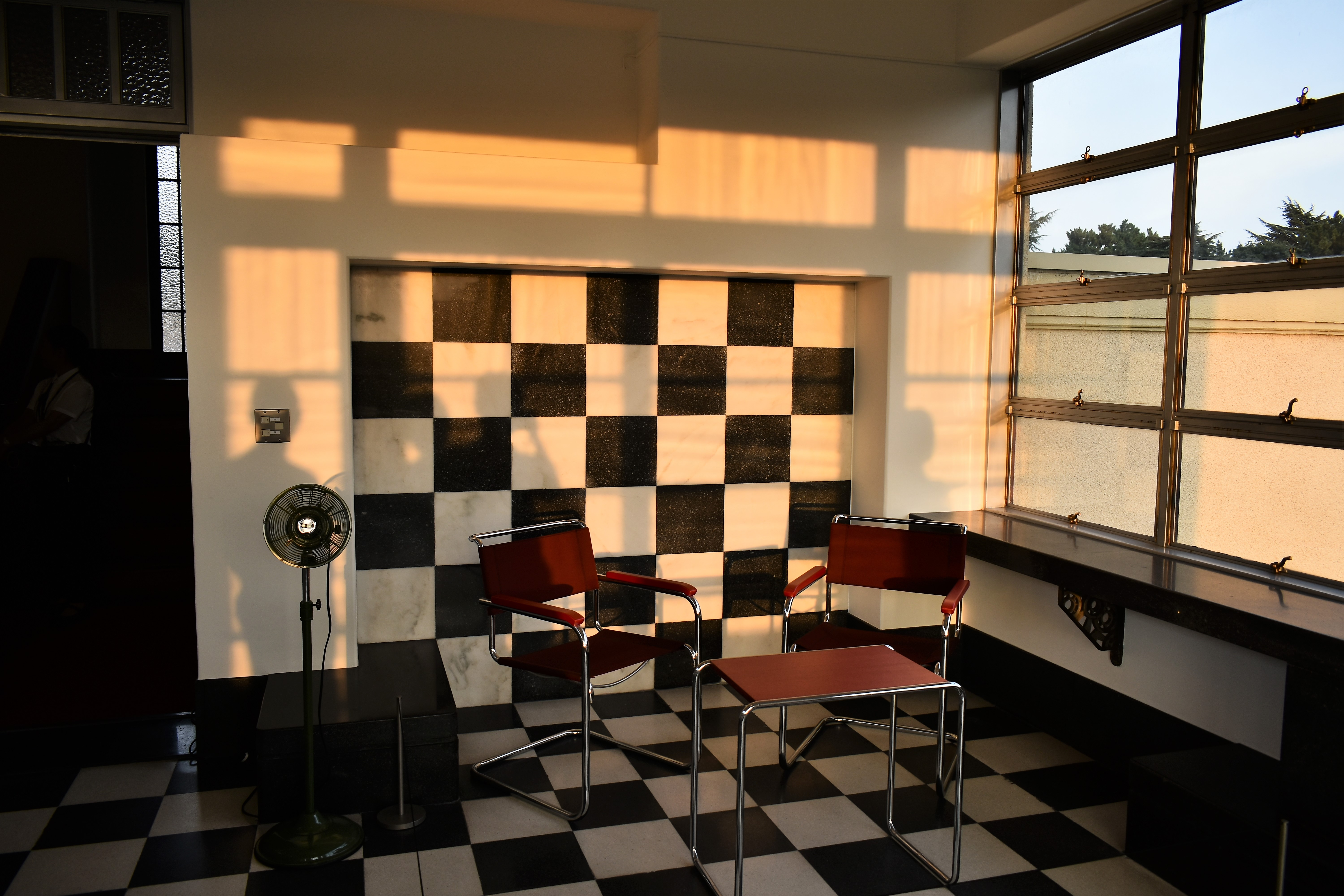
Giardino d'inverno sul tetto
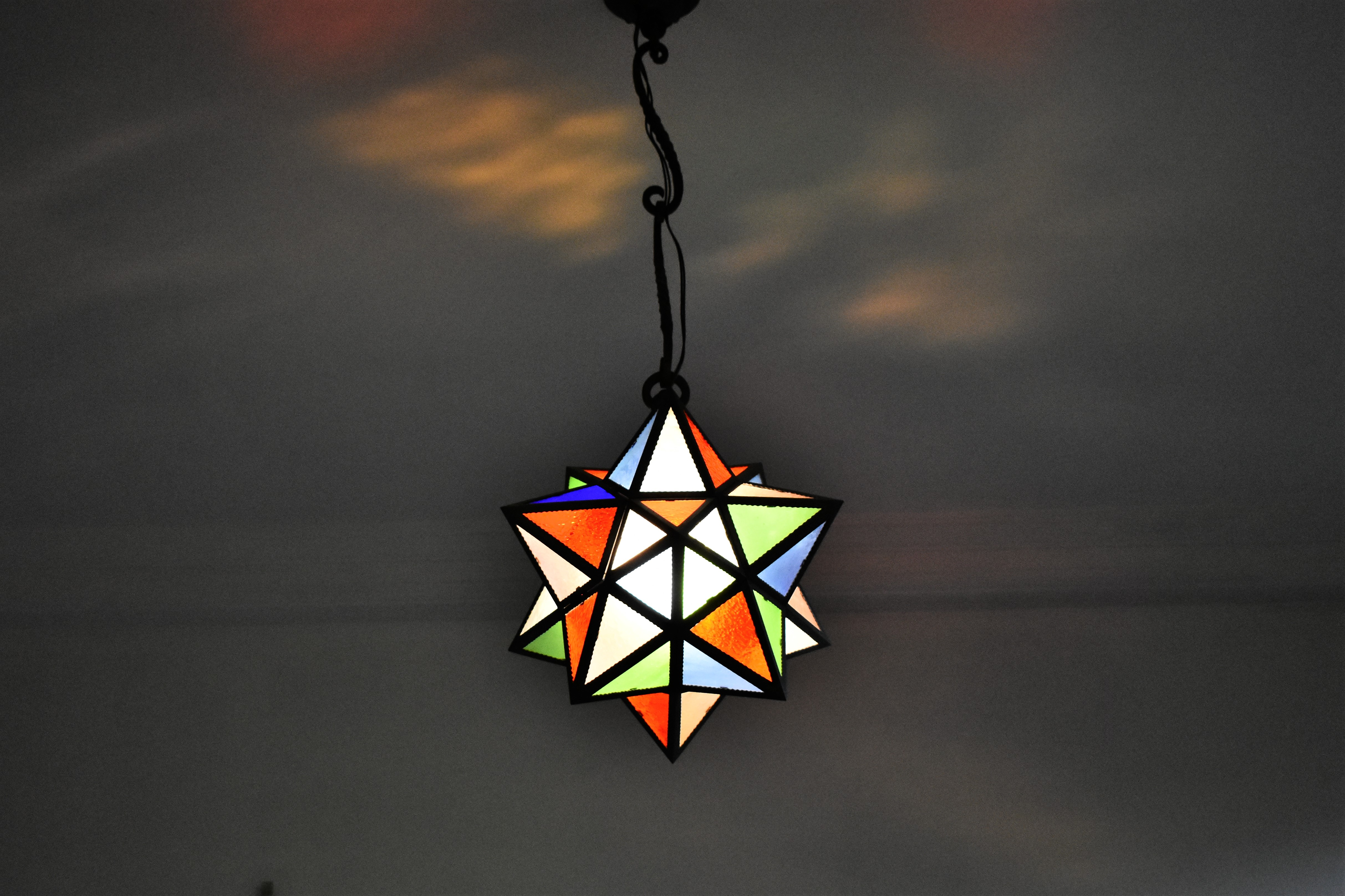
L'illuminazione in vetro colorato
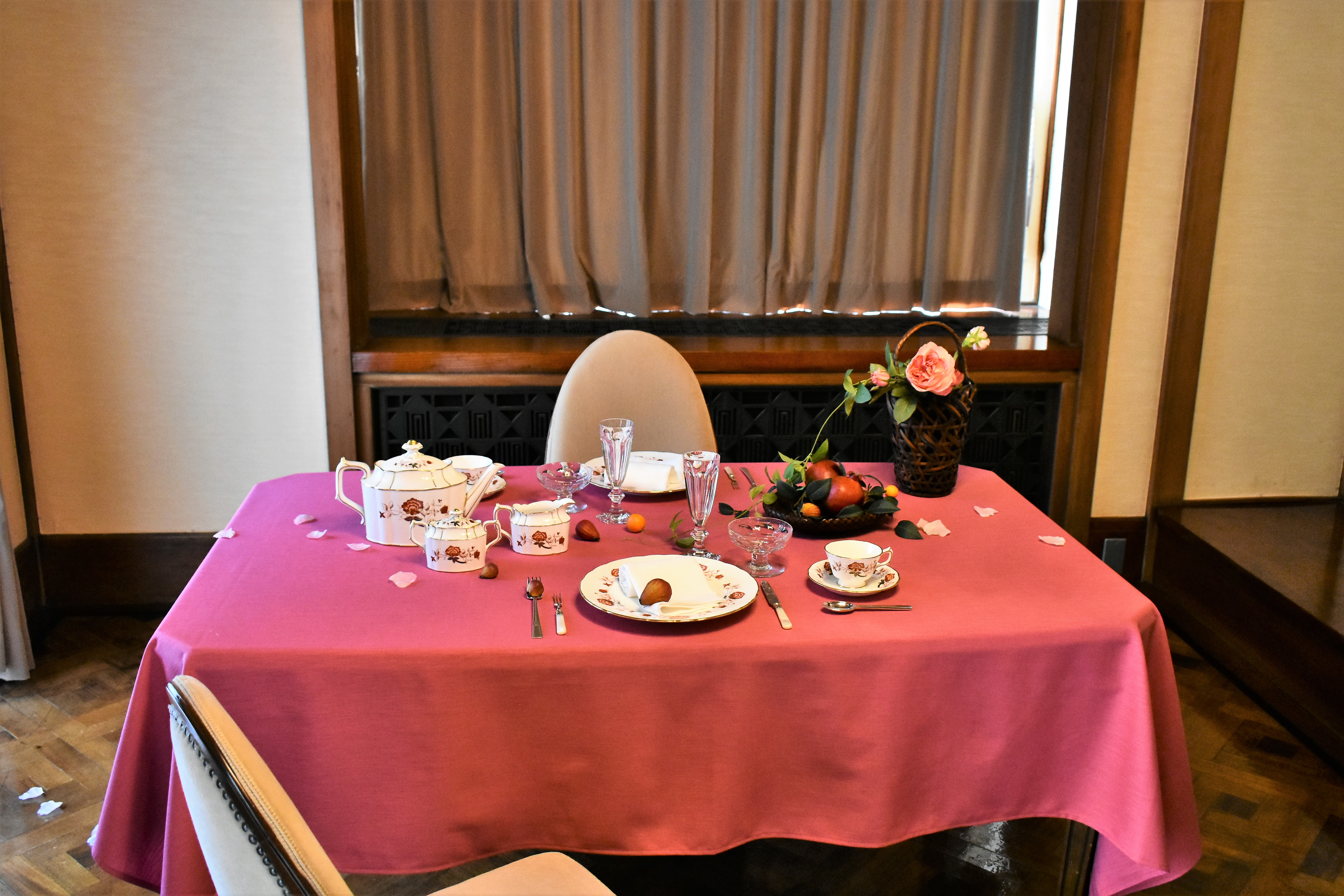
Questa stanza veniva utilizzata per i pasti quotidiani della famiglia Asakanomiya
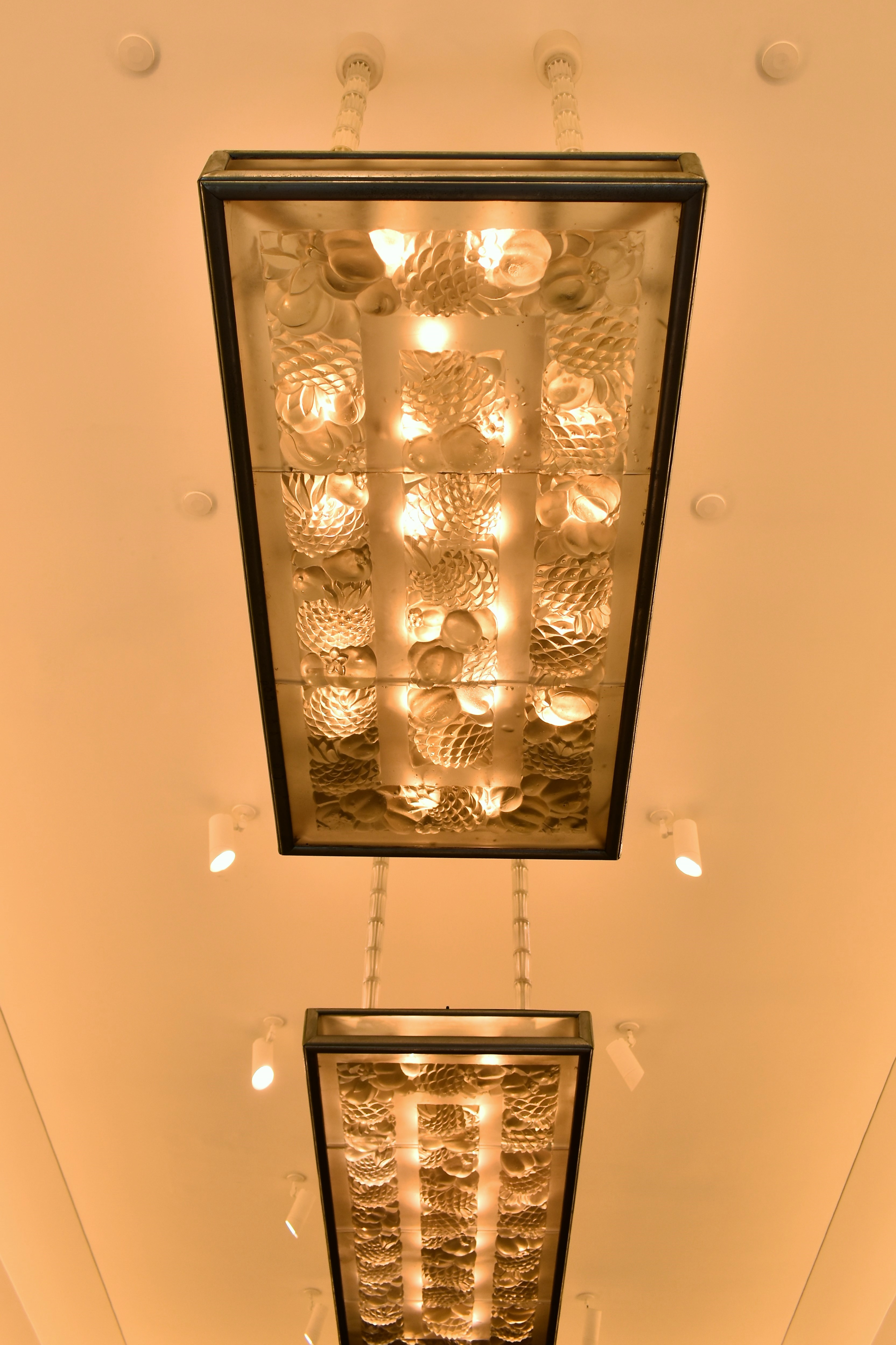
Un apparecchio di illuminazione di René Lalique nella grande sala da pranzo
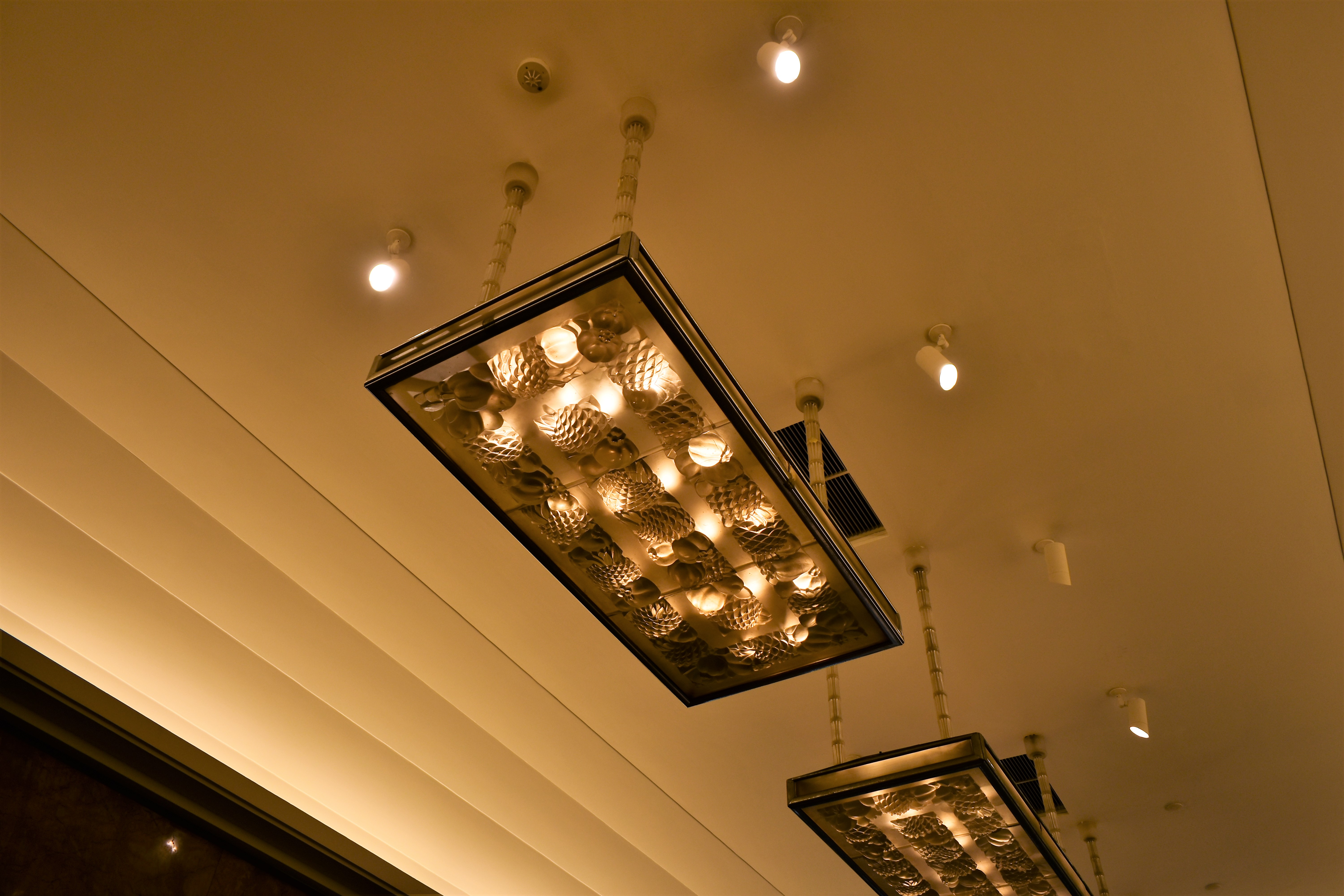
Un apparecchio di illuminazione di René Lalique nella grande sala da pranzo
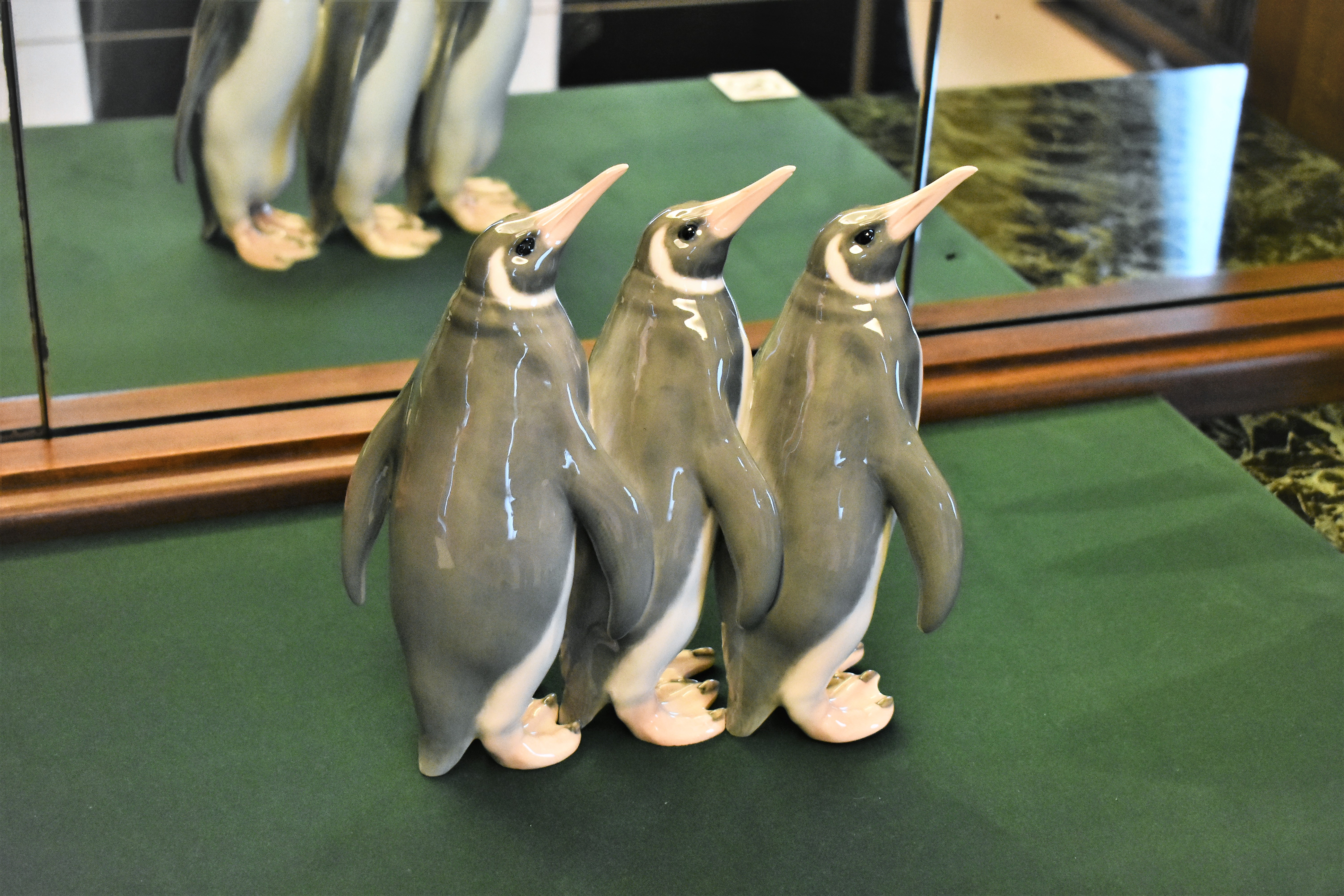
Ornamento a forma di pinguino di ceramiche del 1920
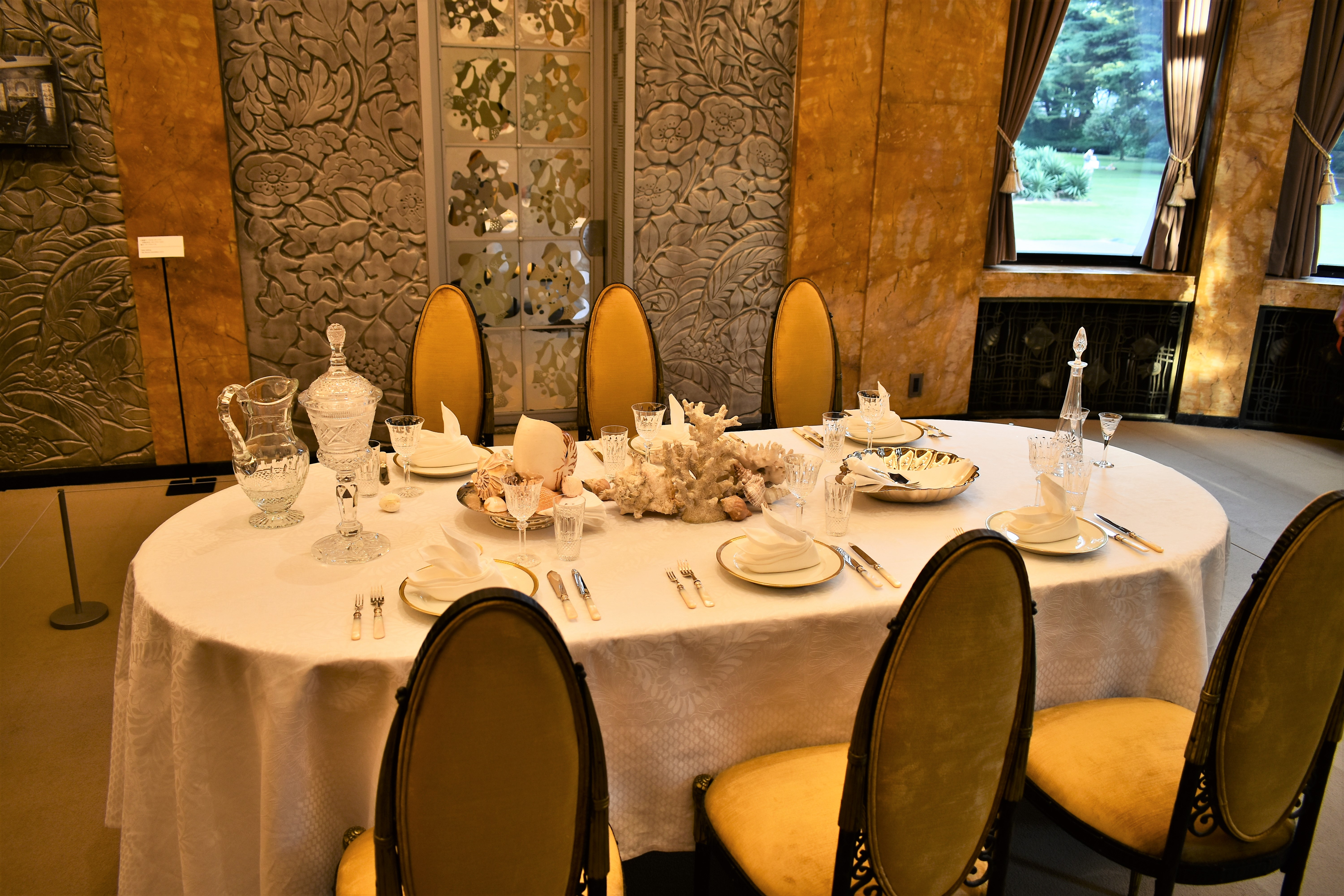
Un'ottima sala da pranzo
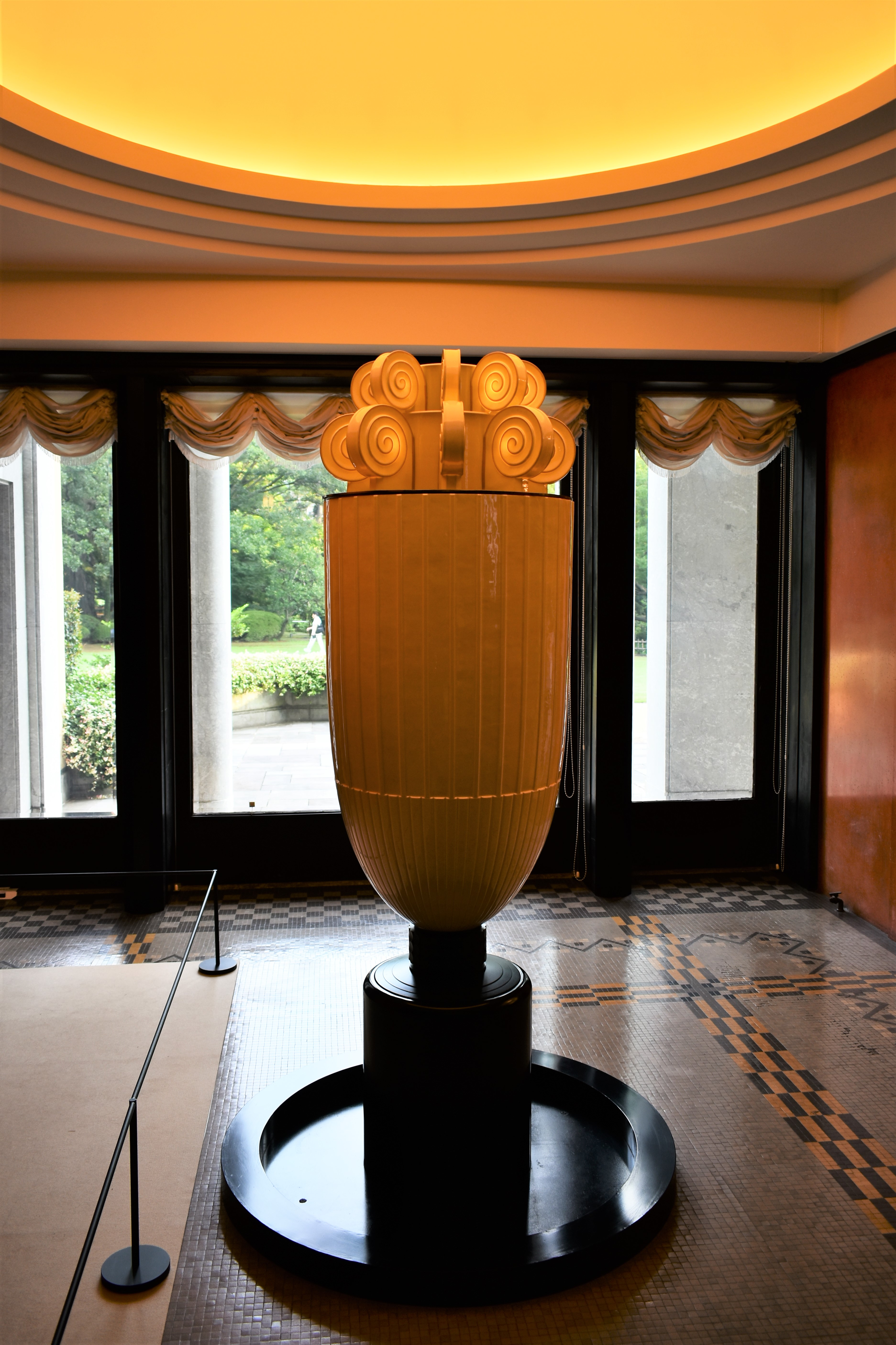
Una "torre del profumo" in porcellana bianca nella stanza chiamata "Tsugi-no-ma"